# Morito Csiszaki
Morito Csiszaki (森戸知沙希; 2000. február 19.–) japán énekesnő. A Morning Musume japán együttes 14. generációs tagja, a Country Girls volt tagja.

## Életpályája
Morito Csiszaki 2000. február 19-én született Tocsigi prefektúrában, Japánban.
2014-ben részt vett a Morning Musume 12. generációs meghallgatásán, de nem került be. November 5-én csatlakozott a Country Girls csoporthoz. 2017. június 9-én bejelentették, hogy a Country Girls megszünteti tevékenységeket. Június 26-án Morito csatlakozott a Morning Musuméhez mint 14. generációs tag.

## Publikációk

### Fotókönyvek
- Chisaki Morito (2017. február 19.)[4]
- Say Cheese! (2019. június 27.)[5]
- Crossroads (2020. október 1.)[6]

## Fordítás
- Ez a szócikk részben vagy egészben  a   Chisaki Morito című angol Wikipédia-szócikk fordításán alapul.  Az eredeti cikk szerkesztőit annak laptörténete sorolja fel. Ez a jelzés csupán a megfogalmazás eredetét és a szerzői jogokat jelzi, nem szolgál a cikkben szereplő információk forrásmegjelöléseként.